# Josef Knubel

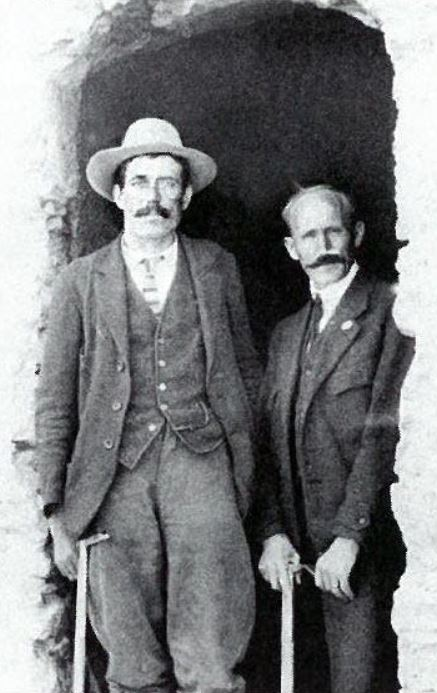
Franz Lochmatter und Josef Knubel um 1920

Josef Knubel (* 2. März 1881 in St. Niklaus; † 31. Mai 1961 in Visp) war ein Schweizer Berg- und Skiführer. Er wird «König der Viertausender» genannt, denn in seiner Berufskarriere hat Josef Knubel über achthundertmal einen Viertausender erklommen.

## Leben
Josef Knubel war ein Sohn des Bergführers Peter Knubel (1832–1919) aus St. Niklaus im Schweizer Kanton Wallis, der als erster Führer zusammen mit Josef Marie Lochmatter das Matterhorn nach dem Unfall der Erstbesteiger von der Schweizer Seite her über den Hörnligrat bestieg. Am 21. Juli 1896 nahm er Sohn Josef als Fünfzehnjährigen als Träger mit auf den Gipfel. Josef Knubel gehörte u. a. mit Alexander Burgener und Franz Lochmatter zur zweiten Generation der Schweizer Bergführer der Pionierzeit. In einem Nachruf in der Zeitschrift Die Alpen des Schweizer Alpen-Clubs wird er als «der letzte der alten Bergführergarde des Mattertales» bezeichnet.
Zu Knubels Gästen zählten unter andern die britischen Alpinisten Geoffrey Winthrop Young und Arnold Lunn und die Schweizer Alfred Zürcher und Hans Lauper. Seine Fähigkeiten in Eis und Fels waren legendär, davon zeugt unter anderem der Knubelriss im Schwierigkeitsgrad 5+ in der Ostwand der Aiguille du Grépon im Montblancgebiet.
Im Bergführermuseum in St. Niklaus Dorf finden sich u. a. das Skiführer-Diplom von Josef Knubel vom 14. Dezember 1925 und ein Separatdruck aus Berge der Welt 1958 / 1959 mit der handschriftlichen Widmung von Alfred Zürcher an Josef Knubel hinsichtlich der Erstbesteigung der Eiger-Nordwand.

## Erstbegehungen (Auswahl)
- 28. August 1905: Südostwand des Weisshorns mit Geoffrey Winthrop Young, Valentine J. E. Ryan und Führer Josef Lochmatter
- 11. August 1906: Südwestwand des Täschhorns mit G.W. Young, Ryan und den Führern Josef und Franz Lochmatter
- 18. August 1906: Younggrat am Breithorn mit G.W. Young, R. J. Major, C.D. Robertson und M. Ruppen
- 21. August 1907: Ostwand Zinalrothorn mit G.W. Young, C.D. Robertson
- 31. August 1909: Nordostwand des Weisshorns mit G.W. Young und O.P Smith
- 9. August 1911: Brouillardgrat am Mont Blanc über Col Émile Rey mit G.W. Young, Karl Blodig und H. O. Jones
- 11. August 1911: Hirondellesgrat an den Grandes Jorasses im Abstieg mit G.W. Young und H. O. Jones
- 14. August 1911: Westgrat der Grandes Jorasses mit G.W. Young und H. O. Jones
- 19. August 1911: Ostwand der Aiguille du Grépon mit G.W. Young, H. O. Jones, R. Todhunter und dem Führer H. Brocherel
- 14. Juli 1914: Südwestgrat des Gspaltenhorns mit G.W. Young, S. Herford und dem Führer H. Brantschen
- 18. Juni 1917: Erste Skibesteigung des Dom mit Arnold Lunn
- 10. September 1929: Nordostwand des Scheidegg-Wetterhorns am Wetterhorn mit F. J. Biner und N. S. Finzi
- 18. August 1930: Westwand Piz Bernina mit Thomas Graham Brown, Alexander Graven und Alfred Zürcher
- 23. August 1930: Nordostwand Piz Roseg mit T. Graham Brown, A. Graven und A. Zürcher
- 20. August 1932: Nordostwand des Eigers  mit A. Graven, Hans Lauper und A. Zürcher (Lauper-Route)
- die weiteren Erstbegehungen siehe folgend unter Literatur